# 庚寅之亂
庚寅之亂（：／），或稱武臣政變（：／），是高麗王朝1170年武臣發動的叛亂。

## 概要
高麗王朝的支配階級是文班與武班，但武臣地位長期劣於文臣，高麗毅宗時代（1146～1170年），國王與文臣出外遊宴動員武臣侍候，使武臣不滿達到高潮。在此背景下，下級武臣李義方和李高及高位武臣鄭仲夫謀劃推翻文臣的動亂。
1170年8月國王毅宗行幸普賢院（現北朝鮮京畿道長湍郡），隨國王而來的武臣鄭仲夫，李義方等假傳國王命令調動軍隊虐殺随行文臣，鄭仲夫等人率軍隊回京控制宮殿等要地，廢毅宗立其弟高麗明宗為新國王，掌握政治實權。
庚寅之亂後百餘年，武臣取代文臣居於政權中樞，高麗從此進入武臣政權時代。